# تياغو
تياغو هو لاعب كرة قدم برازيلي في مركز الوسط، ولد في 22 نوفمبر 1991 في ماسايو في البرازيل. لعب مع C.D. Monte Carlo ‏.